# Каран (Буздяцький район)
Кара́н (рос. Каран, башк. Ҡаран) — село у складі Буздяцького району Башкортостану, Росія. Адміністративний центр Каранської сільської ради.
Населення — 358 осіб (2010; 449 у 2002).
Національний склад:
- татари — 66 %
- башкири — 29 %